# Maria Clara Araújo
Maria Clara Araújo dos Passos (Recife, 1996) é uma pedagoga afrotransfeminista e ativista pelos direitos LGBT brasileira, primeira pessoa trans a aparecer em uma propaganda do Brasil e autora do livro Pedagogias das Travestilidades.

## Biografia
Maria Clara foi a primeira pessoa da sua família a cursar o ensino superior e a primeira travesti aprovada no curso de Pedagogia da Universidade Federal de Pernambuco (UFPE). Nessa época, a universidade não tinha uma política de nome social para pessoas trans, e baseada nessa experiência ela escreveu sobre a exclusão de corpos trans do espaço acadêmico em “Meu manifesto pela igualdade: sobre ser travesti e ter sido aprovada em uma universidade federal”, texto que mais tarde integrou seu livro Pedagogias das Travestilidades, (Editora Civilização Brasileiro). A pressão política de estudantes trans e travestis resultaram na conquista do direito ao nome social respeitado na universidade.
Ela mais tarde se formou em Pedagogia pela Pontifícia Universidade Católica de São Paulo (PUC-SP) e ingressou no mestrado  Educação (Sociologia da Educação) na Universidade de São Paulo (FE/USP). Como pesquisadora, ela trabalha temas como as intersecções entre identidade de gênero e raça, decolonialismos, movimentos progressistas na América Latina, transfeminismo e movimentos nacionais e internacionais da extrema-direita e suas agendas educacionais antigênero.
Aos 19 anos, Maria Clara foi a primeira garota-propaganda trans do Brasil, aparecendo na campanha da marca de cosméticos Lola Cosmetics, na coleção Oh!Maria. Essa ação tinha como por objetivo colocar a imagem de mulheres trans associadas a narrativas positivas na mídia, levando em consideração a maneira negativa como são retratadas.
Em 2019, Maria Clara também fez parte da assessoria parlamentar na Mandata Quilombo da deputada Erica Malunguinho, a primeira mulher trans negra a assumir um cargo de deputada no Brasil.
Maria Clara publica, em 2022, o seu livro Pedagogias das Travestilidades, um registro da história do Movimento de Travestis e Mulheres Transexuais no Brasil desde 1979 até a contemporaneidade. Além disso, o livro traz a história de seis travestis negras do nordeste do país que contam suas jornadas pessoais até chegarem ao ensino superior.